# Либенцелль
Замок Либенцелль возвышается на склоне Замковой горы на высоте 450 метров над уровнем моря над городом Бад-Либенцелль в районе Кальв в Баден-Вюртемберге, Германия. Этот замок был когда-то самым важным замком вюртембергского Шварцвальда.
Замок был построен в 12-м веке графами Кальв. В 1196 году владельцами замка упомянуты графы Эберштайны. С 1220 по 1230 год, замок был расширен, в 16-м веке и в 1692 году уничтожен, а в 1954 году снова восстановлен.
Сегодня замок находится в собственности Международного форума «Замок Либенцелль». Он используется в качестве образовательного учреждения Международного молодёжного форума «Замок Либенцелль» и располагает рестораном.
Основание замка представляет собой неправильный пятиугольник с усиленной защитной стеной, в которую встроена квадратная башня крепости с эркером. Главное здание замка украшено тонкими заострёнными арками. Шестиэтажная башня имеет высоту 32 метра со входом на высоте в шесть метров, толщина стен составляет два метра, а площадь около 9 х 9 метров.